# تلمبه رهبرآباد
تلمبه رهبرآباد یک منطقهٔ مسکونی در ایران است که در دهستان نگار واقع شده‌است.